# Muya (langue)
Pour les articles homonymes, voir Muya.
Le muya (chinois simplifié : 木雅语 ; pinyin : mùyǎyǔ, en tibétain : mi-nyag skad) est une langue qianguique parlée dans les xian de Kangding et xian de Jiulong, au centre-est du Sichuan, dans la préfecture autonome tibétaine de Garzê, en Chine. 13 000 locuteurs ont été recensés, dont 2 000 monolingues.
Le muya est une langue sino-tibétaine.
Les locuteurs des dialectes muya (de l'est et de l'ouest) ne se comprennent pas complètement. 3 000 locuteurs parlent aussi le tibétain  kham. Les locuteurs font partie de la minorité ethnique tibétaine.
Cette langue est plus précisément parlée dans les quatre cantons (乡) de pengbu (朋布乡, phur bu), shade (沙德乡, gsar sde), yidai (宜代乡, vjig rten) et liuba (六巴乡, klu pa), sur le xian de Kangding, ainsi que dans le canton de tanggu (唐古乡, thang gu), sur le xian de Jiulong.

## Sources
- Documents sonores en muya